# 喜劇 男の泣きどころ
『喜劇 男の泣きどころ』（きげき おとこのなきどころ）は、1973年の松竹映画。
警視庁保安一課、別名ポルノ取締官がブルーフィルム、エロ写真の捜査を進めていくうちに、セッ〇ス・アレルギーとなりインポになってしまい、女房によるあの手この手の回復作戦で見事回復していくというセック〇喜劇で、公開時には「松竹初のポルノ映画」として宣伝された。鈴木義昭は本作と『喜劇 男の腕だめし』（1974年）、『喜劇 女の泣きどころ』（1975年）と合わせ、「瀬川昌治ストリップ三部作」と評している。

## スタッフ
- 監督：瀬川昌治
- 脚本：田坂啓、瀬川昌治
- 製作：猪股尭
- 撮影：川又昂
- 音楽：青山八郎
- 主題歌：フランキー堺：「喜劇 男の泣きどころ」（クラウン）[1][2]
- 美術：佐藤公信
- 録音：栗田周十郎
- 照明：小林松太郎
- 編集：太田和夫

## キャスト
- 木下長門：フランキー堺
- 木下まさよ：春川ますみ
- 藤村大作：藤岡琢也
- 巨匠：笠智衆
- かねやん：石橋蓮司
- チョンボ：左とん平
- 山田菊太郎：加藤武
- 村山：犬塚弘
- ガンチャン：大辻伺郎
- エロ写真売り：立原博
- メリー・桃原：賀原夏子
- 根本とめ：太地喜和子

## 製作

### 企画
寅さんとザ・ドリフターズの二本立て以外の週はさっぱりお客が入らず、いったい何をやったらいいのか分からない状態の松竹が、東映ポルノや日活ロマンポルノみたいなポルノ映画を作る勇気はないが、ポルノをサカナにするぐらいは出来ると企画された。松竹は表向きはポルノを扱わない定だったが、実際は洋ピン（洋画ポルノ）の大流行で、系列の洋画配給会社・松竹映配の中にポルノ洋画の配給を専門に行うグローバル・フィルムを持ち、積極的に洋ピンの興行を行っていた。
喜劇一筋39本目となる脚本監督の瀬川昌治監督（脚本は田坂啓との共同）は、東映で「東映列車シリーズ」を手掛けた後、松竹に移籍し、松竹でも似たような「旅行シリーズ」をたくさん作っていたが、1972年の『喜劇 快感旅行』で金沢ロケに行った帰りに列車の中でフランキー堺と「『旅行』ばかりじゃつまらないね」という話になり、「（主人公は）刑事がいいんじゃないか」と、「二人ともストリップが好きだから、そういうのを取り締まる保安課の刑事にしたら…」などと二人で盛り上がり、「あんまり仕事に熱中してインポになっちゃたら」と瀬川が言ったら、フランキーが「それだ！って言った」などと述べている。
瀬川は「ポルノの氾濫が現代日本の風俗の現象化として見逃せない今日、ポルノを取り締まる体制側の男の行動を通して、いわゆる焼け跡派といわれる中年男のセッ〇スの哀史を掘り起こした」などの演出意図を述べた。

### 撮影
松竹初のポルノ映画だけにスタッフも大弱りだったが、経験豊富なフランキー堺が手取り足取りの演技指導。果ては主題歌の作詞と歌まで引き受けた。作詞を永六輔に見せたら「いい詞じゃないか」と褒められたという。フランキーは本作のテーマについて「人間は生まれたとき、みんな裸でしょ。その裸がどうして悪いかってことですね」と話した。
また瀬川は「何といっても（ストリップ嬢に扮する）太地喜和子でしょう！彼女は艶気があって、それをナマで出してくるからね。太地君が一番脂が乗ってる頃だね」などと述べている。